# End of Silence
End of Silence är debutalbumet från amerikanska rockbandet Red. Det utgavs 6 juni 2006. Enligt Billboard 200 nådde albumet plats #194 på dess lista. Alla singlar från albumet nådde topp 5 på ChristianRock.net. "Already Over" och "Lost" nådde topp 5, medan "Break Me Down", "Breathe Into Me" och "Let Go" nådde förstaplaceringen.

## Låtlista
1. "Intro (End of Silence)" – 0:58
2. "Breathe into Me" – 3:34
3. "Let Go" – 5:15
4. "Already Over" – 4:24
5. "Lost" – 5:15
6. "Pieces" – 5:58
7. "Break Me Down" – 4:14
8. "Wasting Time" – 3:21
9. "Gave It All Away" – 3:13
10. "Hide" – 5:28
11. "Already Over, Pt. 2" – 5:11
12. "Lost (Akustisk)" - 4:28 (Endast specialutgåva)

### Nysläpp
En specialutgåva av albumet utgavs 13 november 2007. Det innehöll ett uppdaterat album och en DVD med musikvideor, bakom kulisserna-material och konsertvideor.
1. "Intro" - 0:37
2. "Wasting Time" - 3:21
3. "Hide" - 4:40
4. "Let Go" - 5:22
5. "Already Over" - 3:27
6. "Pieces" - 5:07
7. "Break Me Down" - 4:17
8. "Breathe Into Me" - 4:22
9. "Outro" - 1:08

### Breathe Into Me (akustisk version)
En akustisk version av "Breathe Into Me" kallad "Breathe Into Me (Remix Acoustica)" släpptes på bandets MySpacesida under begränsad tid.